# Badian
Badian è una municipalità di quarta classe delle Filippine, situata nella Provincia di Cebu, nella Regione del Visayas Centrale.
Badian è formata da 29 baranggay:
- Alawijao
- Balhaan
- Banhigan
- Basak
- Basiao
- Bato
- Bugas
- Calangcang
- Candiis
- Dagatan
- Dobdob
- Ginablan
- Lambug
- Malabago
- Malhiao

- Manduyong
- Matutinao
- Patong
- Poblacion
- Sanlagan
- Santicon
- Sohoton
- Sulsugan
- Talayong
- Taytay
- Tigbao
- Tiguib
- Tubod
- Zaragosa